# Crveni mač
Crveni mač (štipavac, lat. Scorpiurus), rod jednogodišnjeg raslinja iz porodice Leguminosae. Postoje tri priznate vrste raširene po istočnoj, jugoistočnoj i jugozapadoj Europi, zapadnoj Aziji i sjevernpoj Africi. U Hrvatskoj raste samo vrsta vlasnatodlakavi crveni mač (S. muricatus), zeljasta biljka s jestivim ali ne baš ukusnim mahunicama.
Naziv roda dolazi od grčkog skorpiuros (škorpionov rep).

## Vrste
1. Scorpiurus minimus Losinsk.
2. Scorpiurus muricatus L.
3. Scorpiurus vermiculatus L.